# Европа (футбольный клуб, Гибралтар)

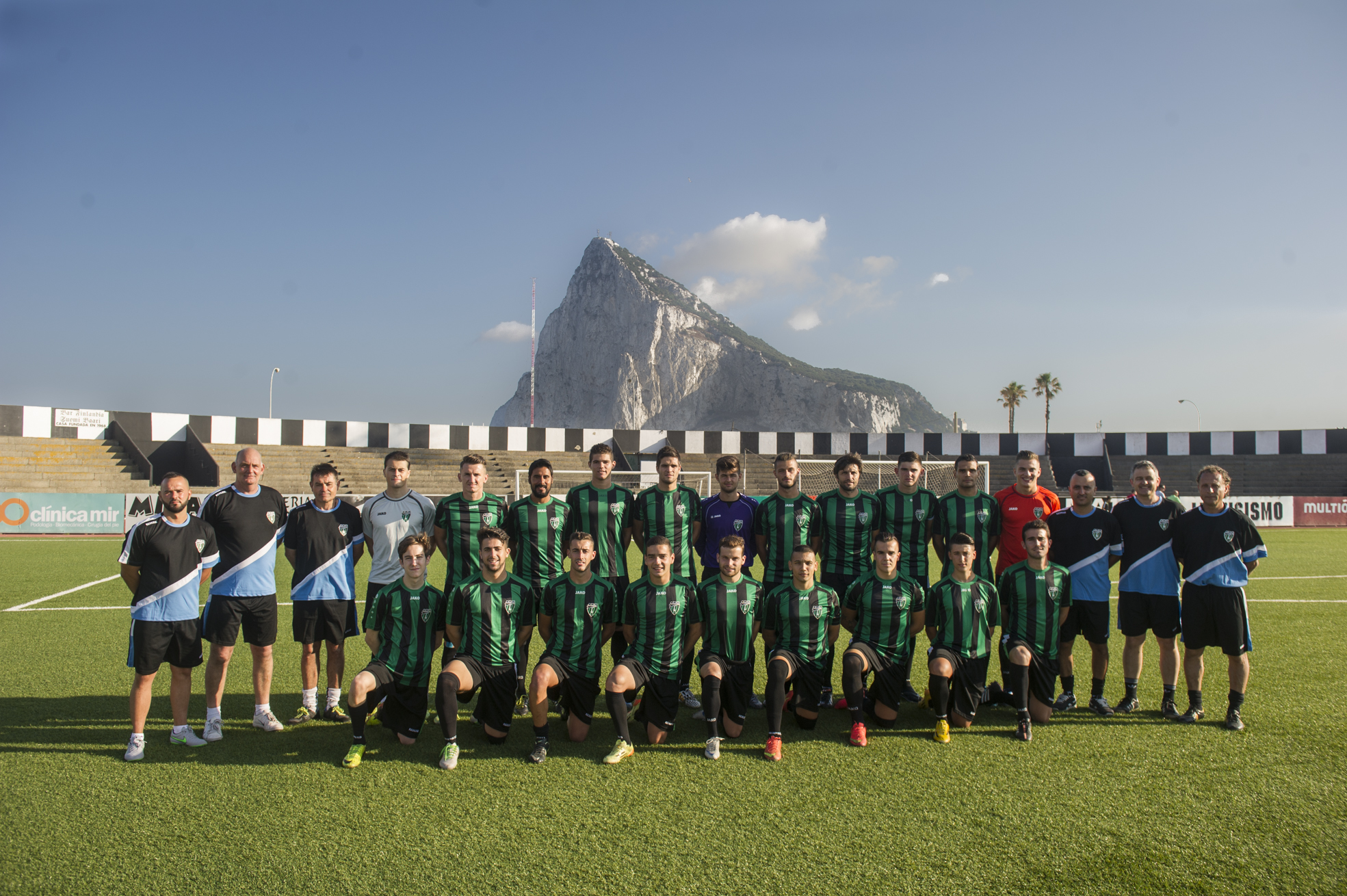
Состав команды (25 июня 2015 года)

«Европа» — гибралтарский футбольный клуб из одноимённой заморской территории Соединенного Королевства. Базируется на проспекте Уинстона Черчилля. Домашние матчи проводит на стадионе национальной сборной «Виктория».
С 2013 года выступает в Премьер дивизионе, 7-кратный чемпион.

## История
В сезоне 2012/13 клуб выступал во Втором дивизионе, по итогам которого занял первое место и получил право выступать в Премьер дивизионе, высшей футбольной лиге региона.
В сезоне 2013/14 в Премьер дивизионе клуб занял итоговое четвёртое место. Однако в национальном кубке команда дошла до финала, где уступила чемпиону страны клубу «Линкольн Рэд Импс». Благодаря тому, что «Линкольн» выиграл первенство и как победитель турнира забронировал место в Лигу Чемпионов, вторая путёвка в еврокубки от Гибралтара досталась «Европе». Таким образом, «Европа» стала первым футбольным клубом из чемпионата Гибралтара, получившим право выступить в Лиге Европы.
В сезоне 2016/17 в рамках первого отборочного раунда Лиги Европы команда сенсационно выбила из турнира известный армянский футбольный клуб «Пюник» и впервые в своей истории прошла раунд еврокубкового турнира.
В сезоне 2016/17 «Европа» впервые после 65-летнего перерыва выиграла чемпионат Премьер дивизиона. Сезон 2017/18 команда впервые в своей истории начнет с квалификации Лиги чемпионов.

## Достижения клуба
- Премьер дивизион
  - Чемпион (7): 1928/29, 1929/30, 1931/32, 1932/33, 1937/38, 1951/52, 2016/17
  - Вице-чемпион (7): 2014/15, 2015/16, 2017/18, 2018/19, 2020/21, 2021/22, 2022/23

- Второй дивизион[англ.]
  - Победитель (1): 2012/13

- Кубок Скалы
  - Победитель (7): 1938, 1946, 1950, 1951, 1952, 2017[англ.], 2017/18[англ.]
  - Финалист (2): 2014, 2016[англ.]

- Кубок Лиги[англ.]
  - Победитель (1): 2014/15[англ.]

- Суперкубок Гибралтара
  - Победитель (1): 2016[исп.]
  - Финалист (2): 2015[исп.], 2017[исп.]

## Статистика выступлений с 2013 года
| Сезон   | Ранг | Турнир           | Место | И  | В  | Н | П | ГЗ | ГП | РГ  | Очки | Кубок      | Исход |
| ------- | ---- | ---------------- | ----- | -- | -- | - | - | -- | -- | --- | ---- | ---------- | ----- |
| 2013/14 | 1    | Премьер дивизион | 4     | 14 | 5  | 4 | 5 | 31 | 20 | +11 | 19   | Финалист   |       |
| 2014/15 | 1    | Премьер дивизион | 2     | 21 | 12 | 6 | 3 | 42 | 14 | +28 | 42   | 1/4 финала |       |
| 2015/16 | 1    | Премьер дивизион | 2     | 27 | 21 | 2 | 4 | 82 | 18 | +64 | 65   | Финалист   |       |
| 2016/17 | 1    | Премьер дивизион | 1     | 27 | 24 | 1 | 2 | 93 | 18 | +75 | 73   | Победитель |       |
| 2017/18 | 1    | Премьер дивизион | 2     | 27 | 19 | 3 | 5 | 67 | 20 | +60 | 60   | Победитель |       |
| 2018/19 | 1    | Премьер дивизион | 2     | 27 | 20 | 4 | 3 | -  | -  | -   | 64   | Победитель |       |

## Выступления в еврокубках
| Сезон   | Турнир                | Раунд                   | Соперник          | Дома   | В гостях | Общий счет |  |
| ------- | --------------------- | ----------------------- | ----------------- | ------ | -------- | ---------- |  |
| 2014/15 | Лига Европы УЕФА      | Первый отборочный раунд | Вадуц             | 0:1    | 0:3      | 0:4        |  |
| 2015/16 | Лига Европы УЕФА      | Первый отборочный раунд | Слован Братислава | 0:6    | 0:3      | 0:9        |  |
| 2016/17 | Лига Европы УЕФА      | Первый отборочный раунд | Пюник Ереван      | 2:0    | 1:2      | 3:2        |  |
| 2016/17 | Лига Европы УЕФА      | Второй отборочный раунд | АИК Стокгольм     | 0:1    | 0:1      | 0:2        |  |
| 2017/18 | Лига чемпионов УЕФА   | Первый отборочный раунд | Нью-Сейнтс        | 1:3(д) | 2:1      | 3:4        |  |
| 2018/19 | Лига Европы УЕФА      | Предварительный раунд   | Приштина          | 1:1    | 0:5      | 1:6        |  |
| 2019/20 | Лига Европы УЕФА      | Предварительный раунд   | Сан-Жулиа         | 4:0    | 2:3      | 6:3        |  |
| 2019/20 | Лига Европы УЕФА      | Первый отборочный раунд | Легия             | 0:0    | 0:3      | 0:3        |  |
| 2020/21 | Лига чемпионов УЕФА   | Первый отборочный раунд | Црвена Звезда     | 0:5    | 0:5      | 0:5        |  |
| 2020/21 | Лига Европы УЕФА      | Второй отборочный раунд | Юргорден          | 1:2    | 1:2      | 1:2        |  |
| 2021/22 | Лига конференций УЕФА | Первый отборочный раунд | Кауно Жальгирис   | 0:0    | 0:2      | 0:2        |  |